# Eleccions legislatives gregues de 1964
Les eleccions legislatives gregues de 1964 se celebraren el 19 de febrer de 1964. Foren les últimes eleccions democràtiques abans de l'establiment de la dictadura dels coronels. El partit més votat fou la Unió de Centre, i el seu cap Georgios Papandreu, va formar govern fins a l'Apostasia de 1965 del rei Constantí II de Grècia, i que donaria pas a la junta militar el 1967.
| Resultats | Resultats                                 | Resultats                                  | Vots      | Vots     | Vots | Escons | Escons |
| Resultats | Resultats                                 | Resultats                                  | No.       | %        | +− % | No.    | +−     |
| --- | ----------------------------------------- | ------------------------------------------ | --------- | -------- | ---- | ------ | ------ |
| | Unió de Centre                            | Georgios Papandreu                         |           | 52.72    |      | 171    |        |
| | Unió Nacional Radical Partit Progressista | Panagiotis Kanel·lópulos Spiros Markezinis |           | 35.26    |      | 107    |        |
| | Esquerra Democràtica Unida                | Ioannis Passalidis                         |           | 11,80    |      | 22     |        |
| | Llistes d'Independents/Altres             |                                            |           | 0.22     |      | -      |        |
| Totals | Totals                                    | Totals                                     |           | 100.00   |      | 300    |        |
| Constituències | Constituències                            | Constituències                             |           | 55       |      | 300    |        |
| Vots vàlids | Vots vàlids                               | Vots vàlids                                | 4,598,839 |          |      |        |        |
| Vots nuls | Vots nuls                                 | Vots nuls                                  | 28.151    | (0,6%)   |      |        |        |
| Vots totals | Vots totals                               | Vots totals                                | 4.626.990 | (81,70%) |      |        |        |
| Electorat | Electorat                                 | Electorat                                  | 5.662.965 |          |      |        |        |
| Població | Població                                  | Població                                   | 8.404.080 |          |      |        |        |
| Font: - Antonis M. Pantelis - Stefanos I. Koutsoumpinas - Triantafyllos A. Gerozhshs, Texts of Constitutional History, vol. 2, p. 852. - Arxius de Konstantinos Karamanlis |                                           |                                            |           |          |      |        |        |